# Municipio de Polk (Arkansas)
El municipio de Polk (en inglés: Polk Township) es un municipio ubicado en el condado de Newton en el estado estadounidense de Arkansas. En el año 2010 tenía una población de 224 habitantes y una densidad poblacional de 1,79 personas por km².

## Geografía
El municipio de Polk se encuentra ubicado en las coordenadas 35°53′39″N 92°59′27″O / 35.89417, -92.99083. Según la Oficina del Censo de los Estados Unidos, el municipio tiene una superficie total de 125.22 km², de la cual 125,08 km² corresponden a tierra firme y (0,11 %) 0,13 km² es agua.

## Demografía
Según el censo de 2010, había 224 personas residiendo en el municipio de Polk. La densidad de población era de 1,79 hab./km². De los 224 habitantes, el municipio de Polk estaba compuesto por el 99,11 % blancos, el 0,45 % eran amerindios y el 0,45 % eran de una mezcla de razas. Del total de la población el 0,45 % eran hispanos o latinos de cualquier raza.